# CoCoパーソナルベスト
『CoCoパーソナルベスト』は、CoCoのメンバーのベスト・アルバム。1993年8月20日にポニーキャニオンから発売された。各メンバーのソロシングル中心の楽曲集。

発売時は1年以上前に脱退していた瀬能あづさの曲も含まれている（脱退直後リリースの曲も）。

## 収録曲
1. 涙のつぼみたち
歌：三浦理恵子
作詞：及川眠子／作曲：都志見隆／編曲：船山基紀
2. 日曜はダメよ
歌：三浦理恵子
作詞・作曲：小西康陽／編曲：船山基紀
3. 夢へのポジション
歌：宮前真樹
作詞：及川眠子／作曲：アルフライラ／編曲：戸田誠司
4. シャボンのため息（Solo version）
歌：宮前真樹
作詞：宮前真樹／作曲：山口美央子／編曲：山川恵津子
5. 迷子にさせないで
歌：羽田惠理香
作詞：及川眠子／作曲：高野富士雄／編曲：亀田誠治
6. 夢からさめないで -ツレちゃんのゆううつ-
歌：羽田惠理香
作詞・作曲：大貫妙子／編曲：有賀啓雄
7. 許して…
歌：大野幹代
作詞：松井五郎／作曲：都志見隆／編曲：船山基紀
8. 震える決心
歌：大野幹代
作詞：松井五郎／作曲・編曲：中崎英也
9. もう泣かないで
歌：瀬能あづさ
作詞：三浦徳子／作曲：羽田一郎／編曲：佐藤準
10. 君の翼 〜だいじょうぶだから〜
歌：瀬能あづさ
作詞：三浦徳子／作曲：羽田一郎／編曲：佐藤準